# Крошина, Марина Васильевна
Марина Васильевна Крошина (18 апреля 1953, Алма-Ата — 4 июля 2000, Киев) — советская теннисистка, заслуженный мастер спорта СССР (1986), семикратная чемпионка СССР, пятикратная чемпионка Европы, чемпионка юношеского Уимблдона 1971 года и финалистка 1970 года, после победы в Уимблдоне переехала из Алма-Аты в Донецк. Тренер, воспитала нескольких чемпионов СССР по теннису. Член Зала российской теннисной славы с 2011 года.

## Биография
Теннисистка Ольга Морозова в своей книге «Только теннис» называла Владимира Камельзона последним наставником Марины Крошиной. Тренировалась также у Владимира Бальвы и Виктора Анисимова. Владимир Камельзон говорил, что спортсменка была рождена для того, чтобы играть в теннис, умела предугадывать ход игры и устанавливать свои правила даже с самыми сильными соперниками. Она никогда не сдавала игру и боролась за каждый матч до последнего, когда уже точно могло быть ясно, что он проигран. Тренер считал свою подопечную настоящим бойцом, который всегда умел чувствовать на корте мяч, что позволяло играть без лишних мыслей.
Окончила факультет журналистики. В 1993 году издала книгу «Мой теннис». Это первый на Украине учебник по теннису.
Муж — Лоллий Геннадьевич Сирота (род. 1948), с которым Крошина познакомилась в 1971 году. До замужества Крошина встречалась с Никитой Михалковым.
В последние годы жизни тяжело болела. 4 июля 2000 года покончила жизнь самоубийством, выбросившись из окна своей квартиры на восьмом этаже дома на улице Антоновича в Киеве. Похоронена в колумбарии Байкового кладбища вместе с мужем.
В Киеве, в теннисном клубе «Балути груп», где работала Крошина, проводится детский теннисный турнир её памяти.